# Yngve Blixt
Oskar Yngve Blixt, född 2 maj 1920 i Höganäs, död 6 februari 1981 i Höganäs, var en svensk keramiker.
Blixt började sin karriär som grovarbetare vid Höganäs Keramik. Efter att han studerat för Albin Hamberg startade han en egen keramikverkstad i Höganäs 1949. Vid starten producerade han mest enkla souvenir föremål men efterhand höjdes kvalitén och han framställde en hel del unik produktion med olika experimentglasyrer. Tillsammans med Inga Palmgren ställde han ut i Limhamn 1960. Bland hans offentliga arbeten märks en urna för Hovs kyrka. Tillsammans med Ann Jansson, Claes Thell, Brita Mellander-Jungermann och Henning Nilsson bildade han gruppen Keramiker i Höganäs som arrangerade samlingsutställningar och drev en egen utställningshall i Höganäs, Han signerade sina arbeten med Y.Blixt Höganäs. Blixt finns representerad vid Nationalmuseum i Stockholm. Han är gravsatt i minneslunden på Höganäs kyrkogård.